# Brännholmen (vid Vahterpää, Lovisa)
Brännholmen är en halvö i Finland. Den ligger i Lovisa i landskapet Nyland, i den södra delen av landet, 90 km öster om huvudstaden Helsingfors.